# CPR (バンド)
CPR（クロスビー・ピーヴァー&レイモンド、英: Crosby, Pever&Raymond）は、シンガーソングライターのデヴィッド・クロスビー（David Crosby）(ザ・バーズ及びクロスビー、スティルス、ナッシュ&ヤングの創設メンバー)、セッション・ギタリストのジェフ・ピーヴァー（Jeff Pevar）、およびクロスビーの息子でキーボーディストのジェームス・レイモンド（James Raymond）からなるジャズ・ロックバンド。

## 概要
1995年、デヴィッド・クロスビーは生体肝移植手術を受けた。手術をきっかけに、ジェイムス・レイモンドという若い男と会う。彼は、クロスビーと1960年代に関係を持った、セリア・クロフォード・ファーガソンと言う女性が養子に出した実の息子であった。レイモンドは以前、実の母親と面会した際、実の父親がクロスビーであることを知らされており、手術のニュースをきっかけに会うことを決心したと言う。遺伝子の力か、既にレイモンドは成功したミュージシャンとして活動していた。親子の面会は静かに行われ、好きな音楽の話から始まった。その後、親子の交流は深まり、クロスビーとレイモンドは共に継続した活動をする事を検討し始めていた。
クロスビーとレイモンドが共作した最初の曲「モリソン」は、1997年1月に初めてライブで演奏された。オリバー・ストーン監督の映画『ドアーズ』(1991年) を見たクロスビーは、映画の中でのジム・モリソンの描写に対するクロスビーの相反する感情を思い出させた。クロスビーはインスパイアされ作詞を行い、出来上がった歌詞をレイモンドに渡して曲を書かせてみた。その出来の良さに感嘆したクロスビーは息子と共にバンドとして活動する事を決めた。そこに以前からライブ等で共演する事の多かったジェフ・ピーヴァーに声を掛け、バンドは結成された。1997年の最初のツアー成功により、1998年3月リリースのスタジオ・アルバム『CPR』が生まれた。
2枚目のスタジオ・アルバム (2001年の『Just Like Gravity』) といくつかの成功したツアーに続いて、グループは名目上2004年に解散した。クロスビー&ナッシュとクロスビー、スティルス & ナッシュのツアーバンドの一部として父親と一緒に演奏を続けることに加えて、レイモンドは『Croz』やその後のソロ作品と関連するツアーのほとんどで音楽監督を務めてきた。
ピーヴァーとレイモンドは、2017年リリースの『スカイ・トレイル』でもバンド・メンバーであった。2005年から2006年まで、ピーヴァーはレイモンドと共にクロスビー、スティルス&ナッシュ・ツアー・バンドのメンバーであった。2017年、トリオはドラマーのスティーヴィー・ディスタニスラオ、キーボーディスト/ボーカリストのミシェル・ウィリス、ベーシストのマイ・アガンと共にデヴィッド・クロスビー&フレンズの名義で再びツアーを行った。その同じラインナップは、2019年にデヴィッド・クロスビーとスカイ・トレイルズ・バンドとして再びツアーを行った. 2020年には、『CPR』と『Just Like Gravity』両方のスタジオ アルバムがBMGレーベルから再発売された。2021年には両ライブ・アルバムも再発売された。このときCPRについて、デヴィッド・クロスビーは次のように語っている。
「CPRには、CSN&Yの世界が古びてきて停滞していること、それでも前に進まなければいけないことを気付かされた自分の姿がある。自分の中に、(CSN&Yとは)別の様々な音楽があり、それを広げ、成長させていく必要があるのだと。CPRは、実の息子であるジェイムスと出会い、自分よりも上手いミュージシャンであることに気づき、さらに今までの中で最高のソングライティングパートナーへと急速に成長していることに気づいたプロジェクトだ。CPRで起きた素晴らしいケミストリーはスカイ・トレイルズ・バンドへと受け継がれている。これらのアルバムを実際聴いた人はそんなに多くないと思うが、ここには自分が関わったものの中で最高の出来の作品が含まれている。楽しんでほしいね」
ピーヴァーのこれまでの唯一のソロ・アルバム (2012年の『From the Core』)は、オレゴン・ケーブス国定記念物で録音された。

## ディスコグラフィー
- 『Live at Cuesta College』、サムソン・ミュージック 1998年 再発売 2021年 BMG
- 『CPR』 、サムソン・ミュージック 1998年 再発売 2020年 BMG
- 『Live at the Wiltern』、サムソン・ミュージック 1999年 再発売 2021年 BMG
- 『Just Like Gravity』、ゴールド・サークル 2001年 再発売 2020年 BMG